# Marquesat de Busca
El marquesat de Busca fou un antic estat feudal d'Itàlia al Piemont sorgit dels dominis dels Aleramici. Comprenia els territoris entre Coni (Cuneo) i Saluças Saluzzo. El nom de Busca i els primers límits del marquesat apareixen per primera vegada en un document de 6 de març de 1123, que consagra l'estat de Busca a la vall del Maira, Vila Falèt (Villafalletto) i part del país de Saluças (Saluzzo), en italià el Saluzzese. Comprenia territoris tradicionalment de parla occitana.

## La primera dinastia aleràmica
El marquesat de Busca té el seu origen en la divisió dels dominis del marques de Bonifaci del Vasto a la seva mort vers 1125, quan es van repartir entre els seus set fills: Encara que situat en el territori arduínic de l'antiga Marca de Torí, després de la mort d'Adelaida de Susa va ser governat per la dinastia aleràmica representada per Bonifaci. Després de la mort de Bonifacio el marquesat es va convertir en el feu del seu fill Guillem, primer marquès aleràmic de Busca. L'escut d'armes adoptat pel marquès de Busca era de pals d'or i de gules.
A Guillem I de Busca el va succeir el seu fill Berengari (1158-1211) i més tard el fill d'aquest, Guillem II (1211-1231) i el darrer marquès Enric (1231-1284). D'un germà de Guillem II, anomenat Odó, descendeixen els senyors de Rossana (poble proper a Busca) i de Cavallerleone i Polonghera (al país de Saluzzo). Un altre germà, anomenat Ramon, va donar origen als senyors de Cossano Belbo, Rocchetta Belbo i Castino, a la comarca de Cortemilia. Aquests darrers feus eren probablement la part de l'herència del bisbe i marquès Bonifaci de Cortemilia, germà del primer marquès de Busca, Guillem. Vegeu marquesat de Cortemilia.
El marquès de Busca va establir el seu quarter general en un pujol, probablement sobre les ruïnes de l'antic " castrum " roma, on va construir un castell, del que avui dia resten les ruïnes anomenades " Castellaccio " a la vora de Busca. La construcció de l'església de Sant Esteve va ser també promoguda pel primer marquès.
El marquès de Busca es trobava entre el poder de la nova ciutat de Cuneo (fundada el 1198 i el de la notable potència militar que era el marquesat de Saluzzo, descendent d'un altre fill de Bonifaci del Vast. Manfred de Saluzzo (Manfred del Vasto). Del 1266 en endavant, l'equilibri polític piemontès es va desestabilitzar per l'entrada a Itàlia de Carles I d'Anjou (1226-1285) que havia adquirit el regne de Provença el 1246 a través del seu matrimoni amb Beatriu, l'última descendent dels reis de Provença, i més tard també es va convertir en rei de Nàpols. En pocs anys Carles va obtenir el control de gran part del Piemont, derrotant fins i tot a la poderosa comuna d'Asti 1270 i agafant el títol de comte del Piemont. El marquesat de Busca va ser conquerit per Tomás I de Saluzzo en vida del darrer marques Enric (1281).

## A Saluzzo, als Anjou i finalment a Savoia
Del 1281 al 1305 Busca va estar sota el domini de la nissaga aleràmica de Saluzzo, passant després a Carles II d'Anjou, que també havia sotmès Cuneo. Del 1347 al 1358 va retornar al marquesat de Saluzzo, governat per Frederic II de Saluzzo (Frederic II del Vasto). Llavors el 1359 novament va passar als Anjou, fins al 1361, quan Joana d'Anjou, reconeixent que no podia protegir Busca contra els assalts dels marquesos de Saluzzo, va reconèixer a la ciutat el dret a triar un nou senyor. El 7 d'abril de 1361 els procuradors la comuna van signar un acord amb els delegats del "Comte Verd" Amadeu de Savoia i es van posar sota la seva senyoria. En endavant Busca va romandre possessió de la casa de Savoia, i els membres sobirans d'aquesta també van ser honrats amb el títol de marquès de Busca.

## Els Busca i Lancia al Astigiano i a Sicília
A més de Berengario, el primer marquès de Busca va tenir altres dos fills: Manfred I i Conrad, qui va servir a l'exèrcit de Frederic Barba-roja i que són a l'origen de la branca siciliana anomenada "Lancia" (Llança). Manfredo i potser, Conrad tenien terres al Astigiano (país d'Asti), part de l'antic comtat de Loreto, prop de Costigliole d'Asti; aquestes terres venien de Bonifaci del Vasto a través del seu fill Odó Boveri (oncle de Manfred i de Conrad) que no va tenir descendència.
Conrad va adquirir el 1168 la senyoria de Fondi. Manfred és conegut sobretot perquè els seus descendents van adquirir el sobrenom, i després cognom, de Lancia pel seu paper de llancer de l'exèrcit de Suàbia. El nom és atestat el 1204, quan el seu fill, Manfred II, és qualificat de dominus Maynfredus marchio de Busca, qui Lancea dicitur. El títol de marquès de Busca es deu al fet que entre el aleramici el títol feudal no s'emprava només pels primogènits, sinó també per tots els membres mascles, de manera consorciada.
Manfred II seria el pare de Blanca Lancia (amant i potser esposa en articulo mortis, de Frederic II de Suàbia) així com de Manfred III, vicari imperial al nord d'Itàlia des 1238 a 1248, quan va ser assassinat a Asti, i de Galvà, vicari imperial a Toscana, decapitat a Nàpols amb Conrad de Suàbia (Conradino) el 29 d'octubre de 1268. Altres genealogistes però, creuen que Blanca i Galvà eren fills de Bonifaci d'Agliano, que al seu torn seria fill de Conrad de Busca. Les incerteses sorgeixen del fet que els cronistes de l'època dels fets (per exemple Nicolau Jamsilla, Saba Malaspina, Iacopo d'Acqui, Salimbene d'Adam o els Annales Ianuenses) donen informació contradictòria sobre els pares de Blanca i han donat lloc a un bon nombre d'hipòtesis genealògques.
S'ha de tenir en compte que el petit feu d'Agliano a l'Astigiano, prop de Loreto, però mai havia pertangut als Lancia. Els senyors de Agliano però, semblen pertànyer als clients vassalls dels Lancia/Llança i apareixen com a testimonis en els documents relacionats amb el marquès de Montferrat i amb el Marquesat de Saluzzo. D'acord amb una de les diverses hipòtesis genealògiques Bonifaci d'Agliano s'hauria casat amb la vídua de Manfred II Lancia, convertint-se en el padrastre de Blanca i dels seus germans. Això faria compatible la notícia sobre l'autoria de la paternitat de Manfred Lancia amb la seva pròpia denominació ("Lancia d'Agliano") emprava per ell algunes vegades. Després de la connexió entre Blanca i Federico, quan Bianca tenia només quinze anys, Bonifaci i la resta de la família hauria seguit a Blanca, a Sicília, on es va convertir en comte de Mineo, senyor de Paternò i marquès de Buscavisse.